# Tinizong-Rona
Tinizong-Rona (Latijn: Tinetio e Rouena) is een plaats en voormalige gemeente in het Zwitserse kanton Graubünden, en maakt deel uit van het district Albula.
Tinizong-Rona telt 353 inwoners. In 2016 is de gemeente gefuseerd samen in de andere gemeenten Bivio, Cunter, Marmorera, Mulegns, Salouf, Savognin en Riom-Parsonz en Sur tot de laatste gemeente Surses.